# Hemihyalea klagesi
Hemihyalea klagesi là một loài bướm đêm thuộc phân họ Arctiinae, họ Erebidae.